# USS Princeton (CVL-23)
O USS Princeton (CVL-23) é um porta-aviões da Marinha dos Estados Unidos participante da Guerra do Pacífico , na Segunda Guerra Mundial, afundado em outubro de 1944 durante a Batalha do Golfo de Leyte.

## História

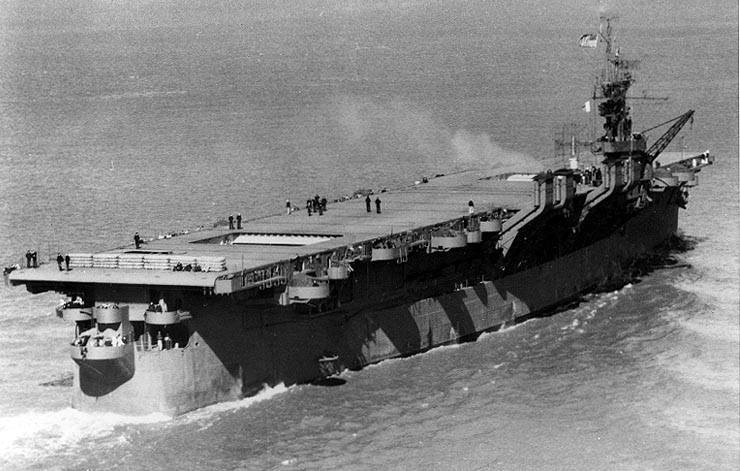
O Princeton em 28 de março de 1943

Lançado ao mar em Nova Jérsei em 18 de outubro de 1942, o Princeton integrou-se à frota americana no Pacífico em julho de 1943.  Durante um ano e meio, participou das mais importantes batalhas pela reconquista dos territórios ocupados pelo Japão,  integrando as forças-tarefas norte-americanas que atuaram em Tarawa, Rabaul, Kwajalein, Ilhas Carolinas, Ilhas Marianas e no Mar das Filipinas.
Em outubro de 1944, o Princeton tomou parte no apoio naval à invasão de Leyte pelas tropas americanas, contra a aviação japonesa baseada em terra nas ilhas das Filipinas, onde seus aviões bombardearam aeródromos e instalações militares e portuárias. Às 10:00 de 24 de outubro, ele se encontrava ao largo de Luzon quando sofreu um ataque aéreo japonês. O último dos caça-bombardeiros de mergulho da última série de aviões atacantes acertou uma bomba entre os elevadores do porta-aviões, destruindo parte do convés e do hangar de bordo.
Tomado por incêndios e explosões, a tripulação lutou por mais de sete horas contra o fogo na belonave, apoiada por outros navios da esquadra que resgatavam tripulantes e combatiam o incêndio com mangueiras, sendo obrigada a abandoná-la após uma grande explosão em seus paióis que também devastou o cruzador rápido USS Birmingham, que a seu lado tentava conter o incêndio.
As cinco da tarde, a belonave abandonada e incendiada começou a ser torpedeada pelos próprios contratorpedeiros americanos. As 17:50 uma grande explosão final, que lançou destroços a mais de trezentos metros de altura, anunciou o fim do Princeton, que desapareceu no mar em meio a grandes colunas de fumaça, levando em seu bojo o corpo de dez oficiais e 98 marinheiros.